# Смирнов, Павел Петрович (историк)
Смирно́в, Па́вел Петро́вич (9 сентября (21 сентября) 1882, Симбирск — 2 апреля 1947, Москва) — русский и советский историк. Лауреат Сталинской премии (1943).

## Семья
Родился в семье врача 5-го пехотного Киевского полка. После смерти отца П. П. Смирнов давал частные уроки, чтобы прокормить семью.

## Образование
Окончил историко-филологический факультет Киевского университета (1907; получил серебряную медаль за работу «Орловский уезд в конце XVI в. по писцовой книге 1594-5 гг.»). Ученик профессора М. В. Довнар-Запольского, был оставлен при университете для подготовки к профессорскому званию. Магистр русской истории (1919; тема диссертации: «Города Московского государства в первой половине XVII века»). Доктор исторических наук (1943; тема диссертации: «Посадские люди и их классовая борьба до середины XVII в.»).

## Преподавание в Киеве, суд и заключение
С 1912 — приват-доцент, в 1919—1923 — профессор Киевского университета. Заведовал нумизматическим кабинетом и археологическим музеем.
В 1923 был арестован по обвинению в сотрудничестве с польской разведкой (дело «Центра действия»). В 1924 временно освобождён, но затем вновь арестован и приговорён к 10 годам лишения свободы. Приговор по делу «Центра действия» вызвал протесты международной общественности, в том числе премьер-министра Франции Раймона Пуанкаре. Вскоре срок заключения Смирнова был сокращён вдвое. В 1927 был досрочно освобождён (ему зачли дни, отработанные сверх нормы).

## Работа в Средней Азии
В 1927—1934 — профессор Среднеазиатского университета в Ташкенте, читал лекции по русской истории на восточном факультете и историю экономического развития (хозяйственного быта) Запада и России на факультете хозяйства и права. В течение пяти лет был директором Фундаментальной библиотеки университета.
В 1931 был вновь арестован, обвинён в контрреволюционной деятельности, но через восемь месяцев освобождён из-за отсутствия доказательств.

## Профессор Историко-архивного института
В 1937 переехал в Москву, где сотрудничал с Институтом истории АН СССР. В 1938—1947 — профессор Историко-архивного института в Москве. Был блестящим лектором, стремившемся поделиться со студенческой аудиторией своими знаниями. В начале Великой Отечественной войны, наряду с преподаванием в институте, читал лекции на призывных пунктах.

В октябре 1941 в условиях паники, вызванной слухами о прорыве немецких войск к Москве, руководство Историко-архивного института бежало из столицы. Было принято решение о закрытии института. Однако профессор П. П. Смирнов, которого перед войной относили к числу «неблагонадёжных» из-за прежней судимости, стал инициатором подготовки письма в НКВД СССР (в ведении которого тогда находилась архивная сфера) с предложением возобновить работу института. 14 ноября 1941 П. П. Смирнов был назначен исполняющим обязанности директора института, который в том же месяце возобновил свою деятельность. Руководил институтом в тот период, когда Москва стала прифронтовым городом, в институте часто отключали электроэнергию, не работало отопление. По воспоминаниям преподавателя Историко-архивного института Нины Александровны Ковальчук, 

в тяжелейших условиях обороны Москвы Павел Петрович нашел в себе силы и мужество, чтобы сберечь любимое детище от окончательного погрома, собрать людей, дать им возможность получения зарплаты и пропитания. Стал собирать студентов, возобновил учебный процесс.

Беспартийный директор в Советском Союзе не мог долго руководить учебным заведением. Поэтому уже 12 мая 1942 П. П. Смирнов сложил свои полномочия, оставшись профессором до своей кончины. В 1942 он, одновременно, возглавил кафедру истории СССР Московского городского педагогического института.

## Научная деятельность
Исследовал историю русского города XVII века. В 1917 и 1919 опубликованы две части капитальной работы «Города Московского государства в первой половине XVII века» (выпуск 1 — «Формы землевладения», выпуск 2 — «Количество и движение населения»). После освобождения из тюрьмы в 1927 в письме историку С. Б. Веселовскому отмечал, что «написал на досуге» несколько статей и книгу «Волжский торговый путь в древние русы» (очерк по русской истории VIII—IX веков, основанный на данных археологии, русских, скандинавских и восточных источниках). В следующем году эта книга была опубликована на украинском языке. Работая в Средней Азии, изучал историю этого региона.
Его последней значительной работой стал классический труд «Посадские люди и их классовая борьба до середины XVII века», который был защищён в качестве диссертации на соискание учёной степени доктора исторических наук.
Основные труды по социально-экономической истории феодальной России и археологии Средней Азии. Государственная премия СССР (1943).

### Труды
- Орловский уезд в конце XVI века: по писцовой книге 1594-5 гг. Киев, 1910.
- Новое челобитье московских торговых людей о высылке иностранцев. Киев. Тип. Т. Г. Мейнандера. 1912 г. 39 стр.
- Несколько документов к истории Соборного уложения и Земского собора 1648—1649 годов. М. Синод. тип. 1913 г. 20 стр.
- Города Московского государства в первой половине XVII в., том 1, вып. 1-2, Киев, 1917—1919.
- Волзький шлях і стародавні Руси: (Нариси з руськоі історіі VI—IX вв.). Киів, 1928.
- Правительство Б. И. Морозова и восстание в Москве 1648 года. Ташкент. Изд. Среднеазиатского гос. ун-та. 1929 г. 84 стр.
- Посадские люди и их классовая борьба до середины XVII в., т. 1-2, М.-Л., 1947—1948.

## Награды и премии
- Сталинская премия II степени (22 марта 1943) — за научный труд «Посадские люди и их классовая борьба до середины XVII в.», законченный в 1942 году
- орден Трудового Красного Знамени
- медаль «За оборону Москвы»
- медаль «За доблестный труд в Великой Отечественной войне 1941-1945 гг.»

## Характеристика личности
В воспоминаниях Н. А. Ковальчук содержится такой портрет профессора Смирнова, относящийся к периоду Великой Отечественной войны: 

Человек чуть выше среднего роста в чёрном костюме из дорогого материала, но заметно потёртом, давно не утюженном. Белая сорочка, старомодный галстук не придавали изящества его внешности. Да он и не обращал на неё внимания. Его внутренняя сущность передавалась через чудесные задумчивые, слегка уставшие глаза, постоянно светившиеся добротой, лаской и глубоким умом. Лицо тоже уставшее, покрытое глубокими морщинами, хотя он был не так уж стар, о чём говорила его крепко сбитая фигура, сохранившая стройность. Почти не сходившая с губ улыбка, небольшой прямой нос и очки с массивными толстыми стеклами. С его добрыми глазами не совсем сочетался твердый упрямый подбородок волевого человека. Ещё у него были чудные густые волосы, обрамлявшие лицо красивым седоватым высоко зачёсанным пышным «ёжиком». Высокий квадратный лоб, как и волосы, украшал его простое и приятное лицо русского интеллигента. А уж интеллигент он был до кончиков ногтей. Иначе про него не скажешь.

Собрал большую библиотеку. Через год после кончины профессора вдова передала в библиотеку Историко-архивного института около двух тысяч книг по истории из его личного собрания.

Могила П. П. Смирнова на Новодевичьем кладбище в Москве